# Cora Diamond
Cora Diamond (* 30. Oktober 1937 in New York) ist eine US-amerikanische Philosophin.
Auf Diamonds Arbeiten zu Ludwig Wittgenstein beruft sich eine Gruppe von Philosophen, die ein – wie sie es nennen – resolutes Lesen der Werke Wittgensteins verbindet. Die Gruppe richtet sich damit gegen eine Standardinterpretation. 
Ein weiteres Interessensgebiet Diamonds ist die Moralphilosophie und darin wiederum die Auseinandersetzung um Tierrechte.

## Leben
Diamond begann ihre philosophische Lehrtätigkeit 1961 an der Swansea University. Weitere Stationen waren Sussex und Aberdeen. Von 1971 bis zu ihrer Emeritierung im Jahr 2002 unterrichtete sie an der University of Virginia, zuletzt als „Kenan-Professor“ für Philosophie. Außerdem war sie Gastprofessorin unter anderem an der Princeton University.
Diamond war in erster Ehe mit Michael Feldman und in zweiter Ehe mit dem Philosophen Anthony Woozley († 2008) verheiratet. Sie ist Mitglied der American Philosophical Society und seit 2024 Mitglied der American Academy of Arts and Sciences.

## Werk
Cora Diamond war in der Wittgensteinforschung bereits seit Mitte der 1960er Jahre durch Aufsätze zu Wittgenstein und Gottlob Frege sowie als Herausgeberin von Wittgensteins „Lectures on the Foundation of Mathematics“ bekannt, als sie 1984 beginnend mit dem Aufsatz Throwing Away the Ladder: How to Read the Tractatus eine neue Interpretation des Tractatus anregte.
Diamond richtet sich gegen die damals vorherrschende Ansicht, wonach Wittgenstein im Tractatus, obwohl er bestreitet, dass in der Philosophie sinnvolle Sätze über Metaphysik (oder auch Ethik) möglich sind, dennoch „unaussprechliche“ (ineffable) Wahrheiten mitteilt, Wahrheiten, die nicht durch Worte ausgedrückt werden können, sich aber „zeigen“. Diamond wendet dagegen ein, dass man damit Wittgenstein nicht gerecht wird, denn am Ende des Tractatus heißt es, dass der Leser, der ihn verstehe, nachdem er die Leiter hinaufgestiegen ist, die Sätze des Tractatus selbst als unsinnig erkennen und die Leiter wegwerfen werde. (Tractatus 6.54)
Wenn zum Beispiel von der „Logischen Form der Wirklichkeit“ die Rede ist, dann ist die Idee, das dem Etwas entspricht, auf das wir irgendwie verweisen, ohne es ausdrücken zu können, ein „Kneifen“ (chickening out) vor Wittgensteins Forderung, seine Sätze als unsinnig zu erkennen.
To chicken out is to pretend to throw away the ladder while standing firmly, or as firmly as one can, on it.
Nach Wittgenstein, so Diamond, gibt es eben nicht Eigenschaften der Wirklichkeit, die wir nicht ausdrücken können, die sich aber zeigen; stattdessen sei seine Ansicht, dass die Sprache des Tractatus zwar nützlich oder sogar eine Zeitlang wesentlich für das Klarwerden von philosophischen Problemen sei, am Ende aber nur wirklicher, einfacher Unsinn. Die Sätze korrespondieren nicht irgendwie unaussprechlichen Wahrheiten.
Ein konkreteres Beispiel, das Diamond nennt, ist der Satz „A ist ein Gegenstand“. Nach der Interpretation, gegen die sich Diamond richtet (sie nennt ausdrücklich Peter Hacker) ist der Satz „A ist ein Gegenstand“ eine Voraussetzung für die „Verstehbarkeit“ (intellegibility) von gewöhnlichen Sätzen, aber das in Worte zu fassen, stelle eine Verletzung der Logischen Syntax dar. Dagegen schlägt sie vor, Wittgenstein so zu verstehen, dass die philosophische Perspektive, von der wir ausdrückbare oder nicht ausdrückbare Notwendigkeiten als Grundlage der Realität, oder Möglichkeiten als objektive Züge der Wirklichkeit, ob ausdrückbar oder nicht, sehen – dass diese Perspektive selbst eine Illusion ist, die durch Sätze wie „A ist ein Gegenstand“ erzeugt wird. „A ist ein Gegenstand“ ist nach Diamonds Interpretation Wittgensteins genauso unschuldig unsinnig wie „Sokrates ist frabblig“. Wir sind, sagt sie, so überzeugt, dass wir verstehen, was wir versuchen zu sagen, dass wir nur zwei Möglichkeiten sehen: es ist ausdrückbar oder es ist nicht ausdrückbar, aber Wittgenstein versuche zu sagen, dass es kein es gibt.
Eine Konsequenz aus ihrer Interpretation, die Diamond erkennt, ist, dass sie auch Sätze Wittgensteins, die sie „wunderbar“ nennt, wie den, dass es nur logische Notwendigkeiten gibt (Tractatus 6.37) als „ironisch-selbstzerstörend“ bezeichnen muss.
Wittgenstein, und das ist der zweite Grundgedanke Diamonds, drückte schon im Tractatus die Idee aus, die er in seiner Spätphilosophie vertiefte, dass es eine Verbindung zwischen Missverständnissen über die „Wahrheit der Logik“ und unser Anhängen an eine Philosophie der Doktrinen, Thesen und Theorien gebe. Auch wenn sie Unterschiede zwischen Früh- und Spätphilosophie Wittgensteins sieht, so steht die Einheit der Philosophie Wittgensteins im Vordergrund. Auch diese Ansicht steht im Gegensatz zur traditionellen Auffassung, wonach der frühe und späte Wittgenstein radikal verschiedene Philosophien vertreten.
Zwar gab es auch vorher schon Philosophen, die eher die Gemeinsamkeiten betont haben,  aber für Diamond sind bei dem frühen und späten Wittgenstein nicht nur die Ziele und Kritikpunkte, sondern auch die Methoden ähnlich.

## Kritik
Der von Diamond kritisierte Hacker wirft ihr unter anderem vor, dem Vorwort und dem Schlussteil des Tractatus übermäßiges Gewicht gegeben zu haben und dadurch methodologisch inkonsistent zu sein.
Einen weiteren Kritikpunkt glaubt Diamond widerlegen zu können. Wenn, so die Frage, Wittgenstein im Tractatus nicht vermitteln wollte, was man eigentlich nicht sagen kann, wie ist dann Frank Ramseys Kritik an Wittgenstein zu verstehen, dass es keinen philosophisch „wichtigen“ Unsinn gebe, dass das, was nicht gesagt werden kann, auch nicht „gepfiffen“ werden könne? Ramsey hat 1923 lange Gespräche mit Wittgenstein geführt und sollte am ehesten den Tractatus verstanden haben. Wenn Wittgenstein nicht „zeigen“ wollte, was nicht „gesagt“ werden kann, warum hat er Ramsey nicht vor dem Missverständnis bewahrt?
Diamond nennt es eine Legende, dass sich Ramseys oft zitierter Satz „But what we can’t say we can’t say, and we can’t whistle it either“ überhaupt auf Wittgensteins Umgang mit dem Unsagbaren bezieht. Vielmehr handele es sich um eine Anmerkung zu dem technischen Vorschlag, allgemeine Aussagesätze als unendliche Konjunktionen zu betrachten. Als Kronzeugen benennt sie A.J. Ayer, der die Legende ins Leben gerufen, aber auch widerlegt habe.

## Einfluss
Die Interpretation Wittgensteins, die auf Diamond und einen frühen Mitstreiter James Ferguson Conant zurückgeht, hat in den letzten fünfzehn Jahren innerhalb der Wittgensteinforschung großes Gewicht erlangt. Die Verfechter dieser Interpretation werden manchmal zusammenfassend als „Neuer Wittgenstein“ bezeichnet, nach einer Art Manifest, das im Jahr 2000 erschienen ist. Ursprünglich wurde die Richtung „therapeutisch“ (im Gegensatz zu „metaphysisch“), manchmal auch „transitional“ genannt. Inzwischen hat sich die Bezeichnung „resolute Lesart“ (resolute reading) durchgesetzt.

## Bibliografie

### Bücher
- Cora Diamond: The Realistic Spirit. Cambridge, Massachusetts: MIT Press, 1991 [RS]
- Alice Crary (Hrsg.): Wittgenstein and the Moral Life – Essays in Honor of Cora Diamond. Cambridge, Massachusetts: MIT Press, 2007 [WaML]
- Cora Diamond: Menschen, Tiere und Begriffe. Aufsätze zur Moralphilosophie. Hrsg. und mit einem Nachwort von Christoph Ammann und Andreas Hunziker, übersetzt von Joachim Schulte. Suhrkamp Verlag, Berlin 2012, ISBN 978-3-518-29617-2.

### Aufsätze
- Cora Diamond: Throwing away the Ladder. In: Philosophy (Cambridge University Press) 63, 1988 (Text bei Jstor). Auch in [RS].
- Cora Diamond, James Conant: On reading the Tractatus resolutely: reply to Meredith Williams and Peter Sullivan. In: M. Kölbel, B. Weiss (Hrsg.) The Lasting Significance of Wittgenstein’s Philosophy, Routledge, 2004
- Cora Diamond: We Can’t Whistle It Either: Legend and Reality. In: European Journal of Philosophy, “early view” 19. Februar 2010